# Michałów (powiat opatowski)
Michałów – wieś sołecka w Polsce położona w województwie świętokrzyskim, w powiecie opatowskim, w gminie Sadowie.
W latach 1975–1998 miejscowość należała administracyjnie do województwa tarnobrzeskiego.